# Narain Karthikeyan
Narain Karthikeyan, né le 14 janvier 1977 à Chennai, est un pilote automobile indien. Il a disputé 46 Grands Prix de Formule 1 et est le premier pilote indien à participer à un Grand Prix de Formule 1.

## Biographie

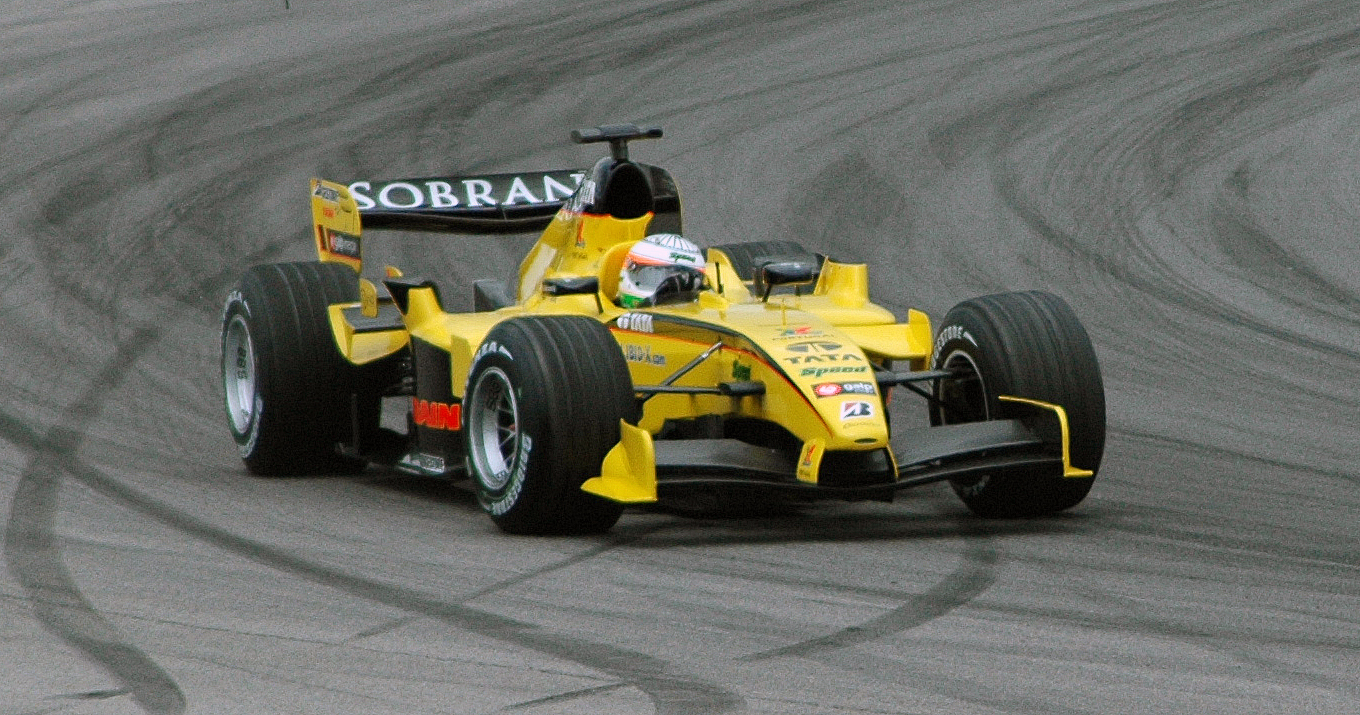
Karthikeyan marque ses uniques points en F1 lors du Grand Prix automobile des États-Unis 2005.

Décidé depuis son plus jeune âge à devenir le premier pilote de Formule 1 indien, le jeune Narain Karthikeyan n'hésite pas à s'installer en France afin de profiter pleinement des possibilités de formation des jeunes pilotes. Il suit les cours de l'école du Volant Renault-Elf, et termine le Volant Elf comme demi-finaliste sur Formule Renault en 1992. De retour en Inde après son apprentissage français, il gagne une course en Formule Murati en 1993. Cette même saison, il complète son expérience en Europe en participant à quelques épreuves britanniques de Formule Vauxhall Junior.
Karthikeyan retrouve l'Europe et l'Angleterre en 1994 pour courir en Formule Ford Zetec puis prend part en Asie à quatre courses de la Formule Asia (1995). Il dispute une saison complète en 1996 dans cette catégorie avant de revenir en Angleterre en 1997 pour courir en Formule Opel. Le pilote indien s'impose sur le  circuit de Donington et achève sa saison au quatrième rang.
Narain Karthikeyan rejoint la Formule 3 britannique en 1998 avec l'écurie « Carlin Motorsport Team ». Il reste trois saisons dans cette catégorie, remportant quatre courses, puis rejoint en 2001 la Formula Nippon au Japon dans le Team Impul, puis les Nissan World Series en 2002. Durant cette période, il découvre la Formule 1 en testant la Jaguar puis la Jordan. En 2003 alors qu'il participe au championnat Nissan World Series, il fait des tests concluants chez Minardi, qui restent toutefois sans suite. 
Karthikeyan est finalement promu pilote titulaire en Formule 1 chez Jordan en 2005 grâce au soutien d'industriels indiens. Il connaît une saison moyenne, éclipsé par son coéquipier Tiago Monteiro et marque ses seuls points de la saison lors du chaotique Grand Prix des États-Unis ou il finit quatrième derrière son coéquipier et où seules six voitures se présentent sur la grille de départ,. Lors du dernier Grand Prix de la saison en Chine, il est victime d'une violente sortie de piste. Toutefois, il réalise un exploit personnel en se qualifiant en onzième position sur le sélectif circuit de Suzuka. N'étant pas parvenu à conserver un volant de titulaire pour 2006, il est engagé par l'écurie Williams en qualité de pilote-essayeur.
Le 7 janvier 2011, l'écurie Hispania Racing F1 Team annonce sa titularisation pour la saison 2011. À bord d'une monoplace peu compétitive, il ne peut espérer mieux que les fonds de grille, tout comme son coéquipier Vitantonio Liuzzi. Il essuie une non-qualification lors du Grand Prix inaugural en Australie et, s'il parvient à se qualifier pour les autres courses, stagne en fond de classement tant en qualification qu'en course. Constamment dominé par son coéquipier et en proie à des problèmes financiers, Karthikeyan cède son baquet à Daniel Ricciardo à partir du Grand Prix de Grande-Bretagne. Il fait son retour pour son Grand Prix national où, parti dernier, il terminera dix-septième devant son coéquipier.
Le 3 février 2012, HRT annonce sa titularisation pour 2012 aux côtés de l'Espagnol Pedro de la Rosa.

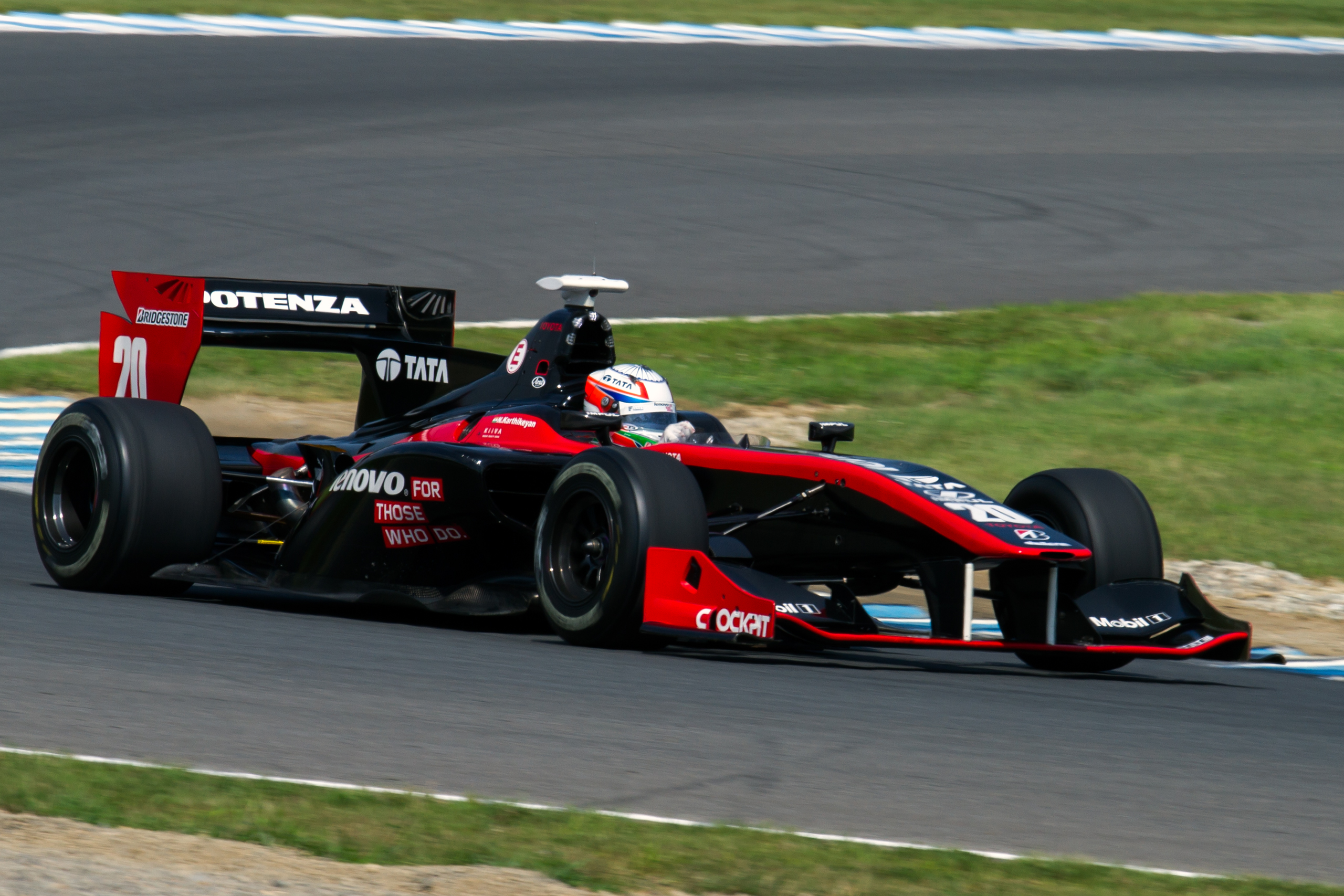
Narain Karthikeyan en Super Formula en 2014.

En 2013, il participe au championnat Auto GP chez Zele Racing puis chez Super Nova Racing. Il finit troisième du championnat en gagnant cinq courses. En 2014, le pilote indien participe à la Super Formula. Il termine treizième de sa première saison. Il termine onzième de la saison 2015, décrochant son premier podium sur le circuit de Suzuka. 
Narain Karthikeyan fait aussi quelque apparitions en Race of Champions et y gagne quelques courses.
Après cinq années en Super Formula, il rejoint le Super GT en 2019, le championnat de GT japonais. Il remporte sa première victoire depuis 2013 lors de la Dream Race (épreuve spéciale se disputant entre les pilotes du Super GT et du DTM allemand) en fin d'année sur le Fuji Speedway, s'imposant devant Marco Wittmann et Loïc Duval. 

## Résultats en championnat du monde de Formule 1

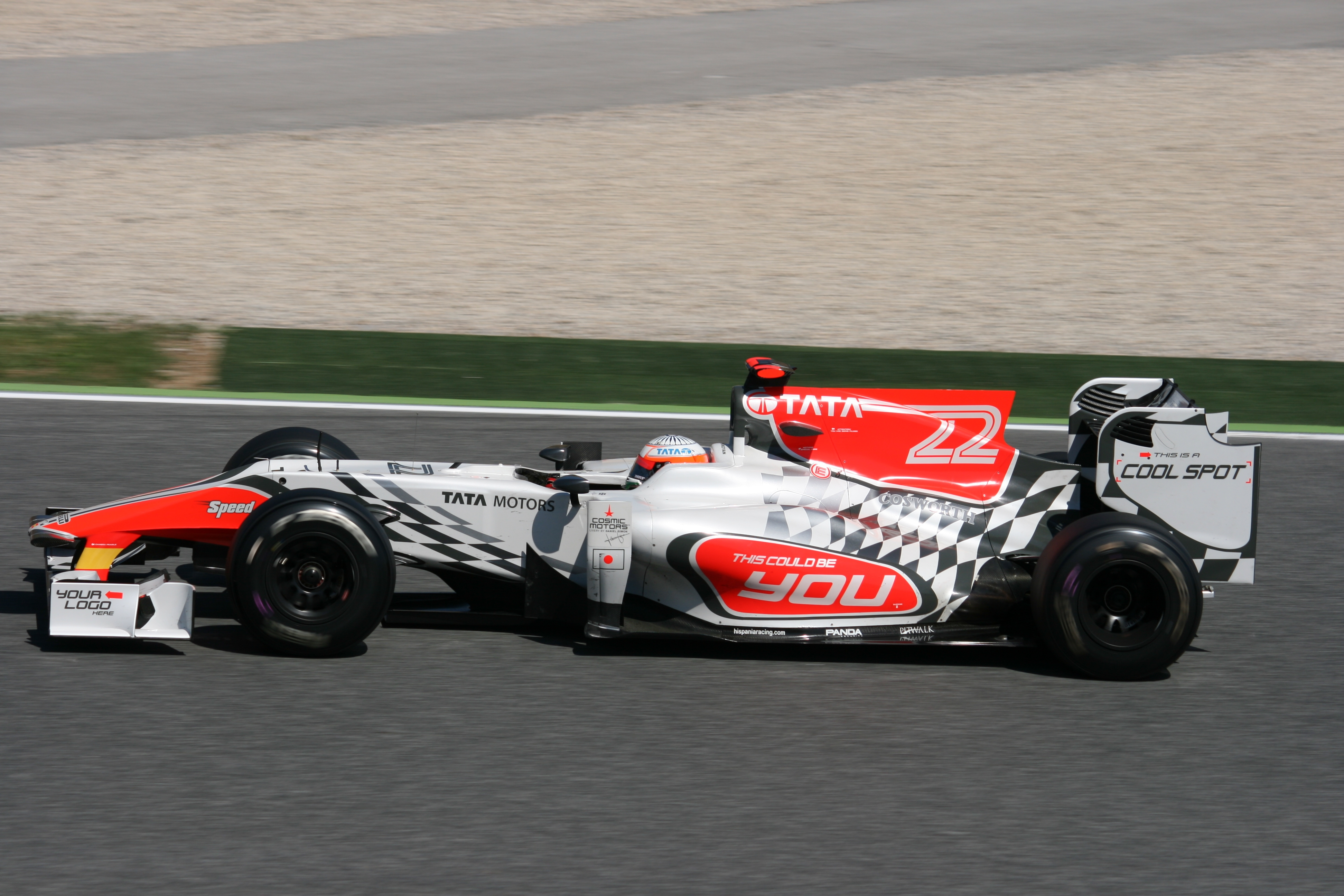
Narain Karthikeyan sur le circuit de Barcelone en 2011.

| Saison | Écurie                  | Châssis           | Moteur      | Pneus       | Courses | Points inscrits | Classement |
| ------ | ----------------------- | ----------------- | ----------- | ----------- | ------- | --------------- | ---------- |
| 2005   | Jordan Grand Prix       | Jordan EJ15 EJ15B | Toyota V10  | Bridgestone | 19      | 5               | 18e        |
| 2011   | Hispania Racing F1 Team | Hispania F111     | Cosworth V8 | Pirelli     | 8       | 0               | 26e        |
| 2012   | HRT Formula 1 Team      | Hispania F112     | Cosworth V8 | Pirelli     | 19      | 0               | 24e        |

| Année         | Écurie                  | Châssis       | Moteur                 | 1      | 2        | 3        | 4      | 5        | 6        | 7        | 8        | 9      | 10     | 11       | 12       | 13     | 14       | 15       | 16     | 17     | 18       | 19       | 20     | Classement | Points |
| ------------- | ----------------------- | ------------- | ---------------------- | ------ | -------- | -------- | ------ | -------- | -------- | -------- | -------- | ------ | ------ | -------- | -------- | ------ | -------- | -------- | ------ | ------ | -------- | -------- | ------ | ---------- | ------ |
| 2005          | Jordan Grand Prix       | Jordan EJ15   | Toyota RVX-05 3.0 V10  | AUS 15 | MAL 11   | BHR Abd. | SMR 12 | ESP 13   | MON Abd. | EUR 16   | CAN Abd. | USA 4  | FRA 15 | GBR Abd. | GER 16   | HUN 12 | TUR 14   | ITA 20   |        |        |          |          |        | 18e        | 5      |
| 2005          | Jordan Grand Prix       | Jordan EJ15B  | Toyota RVX-05 3.0 V10  |        |          |          |        |          |          |          |          |        |        |          |          |        |          |          | BEL 11 | BRA 15 | JPN 15   | CHN Abd. |        | 18e        | 5      |
| 2011          | Hispania Racing F1 Team | Hispania F111 | Cosworth CA2011 2.4 V8 | AUS Nq | MAL Abd. | CHN 23   | TUR 21 | ESP 21   | MON 17   | CAN 17   | EUR 24   | GBR    |        |          |          |        |          |          |        |        |          |          |        | 26e        | 0      |
| 2011          | HRT Formula One Team    | Hispania F111 | Cosworth CA2011 2.4 V8 |        |          |          |        |          |          |          |          |        | GER TD | HUN      | BEL      | ITA    | SIN TD   | JPN TD   | KOR TD | IND 17 | ABU      | BRA      |        | 26e        | 0      |
| 2012          | HRT Formula One Team    | Hispania F112 | Cosworth CA2012 2.4 V8 | AUS Nq | MAL 22   | CHN 22   | BHR 21 | ESP Abd. | MON 15   | CAN Abd. | EUR 18   | GBR 21 | GER 23 | HUN Abd. | BEL Abd. | ITA 19 | SIN Abd. | JPN Abd. | KOR 20 | IND 21 | ABU Abd. | USA 22   | BRA 18 | 24e        | 0      |
| Légende : ici |                         |               |                        |        |          |          |        |          |          |          |          |        |        |          |          |        |          |          |        |        |          |          |        |            |        |

## Résultats aux 24 heures du Mans
| Année | Équipe        | Voiture      | Équipiers                       | Résultat |
| ----- | ------------- | ------------ | ------------------------------- | -------- |
| 2009  | Kolles Racing | Audi R10 TDI | Charles Zwolsman André Lotterer | 7e       |